# Quercus hypoleucoides
Quercus hypoleucoides A.Camus – gatunek roślin z rodziny bukowatych (Fagaceae Dumort.). Występuje naturalnie północnym Meksyku oraz południowo-zachodnich Stanach Zjednoczonych – w Arizonie, Nowym Meksyku oraz Teksasie. 

## Morfologia
PokrójZimozielone drzewo lub krzew. Dorasta do 10 m wysokości. Kora ma czarną barwę.
LiścieBlaszka liściowa ma kształt od owalnego do eliptycznego. Mierzy 4,5–12 cm długości oraz 1,5–4 cm szerokości, jest całobrzega lub ząbkowana, zawinięta na brzegu, ma nasadę od zaokrąglonej do klinowej i ostry wierzchołek. Ogonek liściowy jest owłosiony i ma 2–13 mm długości.
OwoceOrzechy zwane żołędziami o kształcie od podługowatego do elipsoidalnego, dorastają do 8–16 mm długości i 5–10 mm średnicy. Osadzone są pojedynczo w miseczkach w kształcie kubka, które mierzą 5–7 mm długości i 6–13 mm średnicy. Orzechy otulone są w miseczkach do 25–35% ich długości.

## Biologia i ekologia
Rośnie w kanionach oraz na brzegach rzek. Występuje na wysokości od 1500 do 2700 m n.p.m.